# Air Resources Laboratory
L'Air Resources Laboratory (ARL) est un laboratoire d'étude de la qualité de l'air et du climat de l'Office of Oceanic and Atmospheric Research (OAR) qui est une unité opérationnelle de la National Oceanic and Atmospheric Administration (NOAA) aux États-Unis,. C'est l'un des sept laboratoires de recherche (RL) de la NOAA. En octobre 2005, la Division de recherche sur les rayonnements de surface de l'ARL a fusionné avec cinq autres laboratoires de la NOAA pour former le Laboratoire de recherche sur le système terrestre.
L'Air Resources Laboratory (ARL) étudie les processus et développe des modèles relatifs au climat et à la qualité de l'air, y compris le transport, la dispersion, la transformation et l'élimination des polluants de l'atmosphère ambiante. Le travail de l'ARL met l'accent sur l'interprétation des données, le développement et le transfert de technologies. L'objectif spécifique de la recherche ARL est d'améliorer et éventuellement d'institutionnaliser la prévision des tendances, la dispersion des panaches de polluants atmosphériques, la qualité de l'air, les dépôts atmosphériques et les variables connexes.
ARL fournit des conseils scientifiques et techniques à des éléments de la NOAA et d'autres agences gouvernementales sur la science atmosphérique, les problèmes environnementaux, l'aide d'urgence (département de la Sécurité intérieure des États-Unis) et le changement climatique.
L'objectif déclaré de l'ARL est d'améliorer la capacité de la nation à protéger la santé des humains et des écosystèmes tout en maintenant une économie dynamique.

## Organisation
Le siège social d'ARL est situé à College Park, Maryland (anciennement à Silver Spring, Maryland) et le directeur par intérim actuel est le Dr Ariel Stein. Le groupe du siège développe des produits pour la recherche et le développement de modèles de dispersion améliorés pour les interventions d'urgence et les modèles de prévision de la qualité de l'air. Le groupe du siège améliore également la compréhension de la variabilité et des tendances climatiques, l'échange de polluants entre l'air et la terre, et les sources de mercure qui influencent les écosystèmes sensibles.
Comme le montre l'organigramme ci-contre, l'ARL fonctionne avec quatre divisions de recherche à Idaho Falls, en Idaho ; North Las Vegas (Nevada) ; Oak Ridge (Tennessee) ; et Research Triangle Park, en Caroline du Nord :
- La Division de la Turbulence Atmosphérique et de la Diffusion (ATDD) est située à Oak Ridge, dans le Tennessee. L'ATDD se concentre sur la qualité de l'air et la recherche liée au climat axée sur des questions d'importance nationale et mondiale. Dans ses recherches sur la qualité de l'air, ATDD développe de meilleures méthodes pour prédire le transport, la dispersion et l'échange air-surface des polluants atmosphériques ; applique ces méthodes à des situations de plus en plus réalistes, notamment des cas nocturnes, des terrains complexes et des surfaces non uniformes ; et teste ces méthodes par rapport aux données pour déterminer les limites de confiance et les incertitudes qui s'appliquent. Les recherches d'ATDD liées au climat comprennent des mesures de référence du changement climatique et des processus physiques et chimiques connexes.
- La Division de la recherche sur le terrain (FRD) est située à Idaho Falls, ID. FRD mène des expériences pour mieux comprendre le transport et la dispersion atmosphériques, améliore à la fois la théorie et les modèles des processus d'échange air-surface, et développe de nouvelles technologies et instruments pour mener à bien sa mission. Dans le cadre d'un accord de coopération avec le ministère de l'Énergie, la Division soutient le Laboratoire national de l'Idaho avec des prévisions météorologiques et des capacités d'intervention d'urgence.
- La Division des opérations spéciales et de la recherche (SORD) est située à Las Vegas, NV. SORD mène des recherches fondamentales et appliquées sur la dispersion atmosphérique, la remise en suspension des particules, le dépôt de particules et les effets des particules en suspension dans l'air sur l'opacité atmosphérique. La division soutient les questions d'intérêt commun pour la NOAA et le ministère de l'Énergie qui se rapportent au site d'essai du Nevada, à son environnement atmosphérique et à ses activités de préparation aux situations d'urgence et d'intervention d'urgence.
- La Division de modélisation des sciences de l'atmosphère (ASMD) développe et évalue des modèles atmosphériques prédictifs à toutes les échelles spatiales et temporelles pour prévoir la qualité de l'air et évaluer les changements dans la qualité de l'air et les expositions aux polluants atmosphériques. Il a été créé en 1955 pour collaborer avec l'Environmental Protection Agency (EPA) et ses prédécesseurs dans le développement de modèles avancés de qualité de l'air. L'ASMD est actuellement situé à College Park, Maryland (anciennement Research Triangle Park, en Caroline du Nord).